# Paramycodrosophila neopictula
Paramycodrosophila neopictula är en tvåvingeart som beskrevs av Wheeler och Hajimu Takada 1964. Paramycodrosophila neopictula ingår i släktet Paramycodrosophila och familjen daggflugor. Inga underarter finns listade i Catalogue of Life.